# 成渝環状高速道路
成渝環状高速道路 (簡体字中国語: 成渝环线高速; 繁体字中国語: 成渝環線高速)は、中華人民共和国四川省の重慶市と成都市を環状に結ぶ高速道路である。正式名称は成渝地区環線高速道路  (簡体字: 成渝地区环线高速公路; 繁体字: 成渝地區環線高速公路) 。路線番号は G93。全線供用後の総路線長は1057kmとなる。
中国語では都市名を漢字一字で表すことがあり、成渝環状高速道路の名称も、成都を表す「成」と、重慶を表す「渝」からなっている。

## 路線
成都から時計回りに、以下の都市を結んでいる。
- 四川省成都市
- 四川省綿陽市
- 四川省遂寧市
- 重慶市
- 四川省瀘州市
- 四川省宜賓市
- 四川省楽山市
- 四川省雅安市
- 雅安市を経て、成都市へ戻る。

現在、綿陽市から成都市を経て雅安市まで至る区間、及び遂寧市から重慶市までの区間が完成している。